# Amerikanska urfolksreligioner
Amerikanska urfolksreligioner är alla de religioner som finns eller har funnits bland ursprungsbefolkningarna i Nordamerika och Sydamerika.
De är utspridda över ett stort område, och kan vara monoteistiska (en gud), polyteistiska (flera gudar) eller panteistiska.
I många urfolkkulturer förekommer tro på andeväsen.